# Zeijen
Zeijen is een dorp in de Nederlandse provincie Drenthe, gemeente Tynaarlo, ten noordwesten van de stad Assen. Op 1 januari 2023 had het ongeveer 730 inwoners. Zeijen is een esdorp met nog veel Saksische boerderijen. Ten zuiden van het dorp is op bescheiden schaal nieuwbouw gepleegd. Het dorp heeft behalve een openbare basisschool, sportvelden, voetbalclub SVZ en enkele winkels en horecagelegenheden geen eigen voorzieningen en is aangewezen op Assen of dorpen in de buurt.

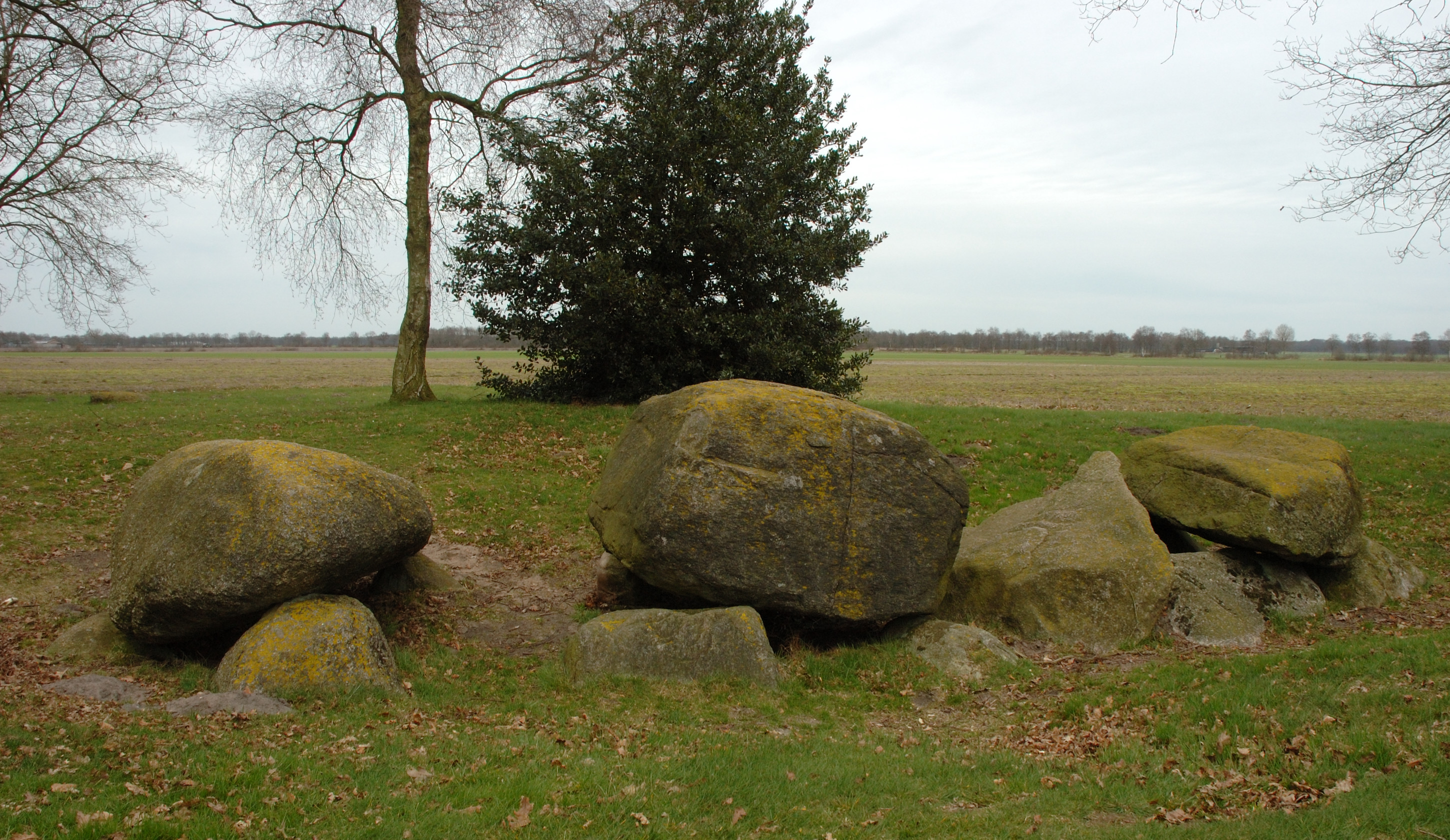
Hunebed D5 nabij Zeijen

De marke van Zeijen kenmerkt zich door essen en kleine bospercelen. In de Zeijerstrubben ten noorden van het dorp, in beheer bij Staatsbosbeheer, zijn grafheuvels en sporen van nederzettingen uit de Romeinse tijd gevonden. Tevens groeit hier een zeer zeldzame plant namelijk het Zweedse kornoelje. Aan de noordrand van de marke bevindt zich het Noordsche Veld, een 265 hectare groot heide- en bosgebied. Ook hier bevinden zich een groot aantal archeologische monumenten: grafheuvels, raatakkers, een urnenveld, een hunebed en een oude, met veldkeien bestrate weg. Op de grens van Donderen en Zeijen staat de Olde Witte, een berk waar vroeger de schaapherders elkaar ontmoetten. 
Nabij Zeijen bevinden zich twee Tjaskers, een bij het Meestersveen en een bij het Bollenveen.
Zeijen was tot de gemeentelijke herindeling op 1 januari 1998 onderdeel van de gemeente Vries. Enkele dorpen in de omgeving van Zeijen, zoals Ubbena, Rhee, Ter Aard en Zeijerveld, gingen toen over naar de gemeente Assen.

## Bekende (oud-)inwoners
- Margreeth de Boer
- Willem Emmens
- Jos Hooiveld
- Hans Keuning